# Straže
Straže este o localitate din comuna Lenart, Slovenia, cu o populație de 96 de locuitori.